# 연곡초등학교 (경기)
연곡초등학교는 대한민국 경기도 양주시에 있는 공립 초등학교이다.

## 학교 연혁
- 1947년 12월 30일 백석국민학교 연곡분교장 설립 인가
- 1958년 4월 1일 연곡국민학교 승격 개교(5학급)
- 1958년 4월 1일 초대 김원중 교장 취임
- 1959년 4월 1일 6학급 편성
- 1996년 3월 1일 연곡초등학교로 개명
- 1996년 12월 14일 2층 교실 및 1층 화장실, 숙직실 증축
- 1999년 3월 1일 병설유치원 설립 인가
- 2000년 6월 17일 교내방송실 설치
- 2001년 5월 20일 동편 2층 교실 증축 및 다용도 교실 설치(2실-강당, 식당)
- 2002년 10월 20일 2층 교실 2실, 화장실 증축
- 2003년 10월 1일 과학실, 도서실 현대화, 교문 이전, 사택 개축
- 2004년 6월 4일 서편 현관 및 2층 2개 교실 증축
- 2005년 4월 19일 급식실, 재활용품 보관소, 자전거 보관소 위 차양막 설치
- 2008년 11월 5일 경기도교육청 지정 '돌아오는농촌학교' 연구학교 보고회
- 2009년 12월 14일 1,2층 화장실 리모델링(양변기, 누수방지 및 도색)
- 2010년 10월 18일 학교현장방문평가 실시-최우수교 선정(교육감 표창)
- 2012년 3월 1일 방과후학교 저녁돌봄교실 운영
- 2012년 12월 30일 학력향상 목표관리제 운영 우수교 표창(교육장)
- 2013년 9월 27일 전자도서관 구축(전자도서 950권)
- 2013년 11월 1일 다목적실 무대 확장 및 무대막 설치
- 2013년 11월 8일 연곡 학예발표회 실시
- 2013년 12월 30일 밪춤형 학력신장 프로그램 운영 우수교 표창(교육장)
- 2014년 1월 31일 다목적실 바닥 교체 및 학교사택 보일러 교체 공사
- 2014년 2월 14일 제56회 졸업식(남 6명, 여 3명, 계 9명 / 누계 1,784명)
- 2014년 5월 7일 오후 돌봄교실 2개 교실 운영
- 2014년 6월 15일 운동장 놀이터 놀이 시설 및 유치원 놀이 시설 전면 교체
- 2015년 2월 13일 제57회 졸업식(남 11명, 여 11명, 계 22명 / 누계 1,806명)
- 2015년 3월 1일 제24대 윤경식 교장 취임